# Kampioenschap van Zürich 2000
Het Kampioenschap van Zürich 2000 was de 87e editie van deze wielerkoers (ook wel bekend als Züri-Metzgete) en werd verreden op 20 augustus, in en rond Zürich, Zwitserland. De koers was 248,4 kilometer lang en maakte deel uit van de wereldbeker. Aan de start stonden 160 renners, van wie 47 de finish bereikten.

## Uitslag
| Kampioenschap van Zürich 2000 |                      |                            |            |
| Plaats                        | Naam                 | Ploeg                      | Tijd       |
| Winnaar                       | Laurent Dufaux       | Saeco-Valli & Valli        | 6u 07' 21" |
| 2                             | Jan Ullrich          | Team Deutsche Telekom      | z.t.       |
| 3                             | Francesco Casagrande | Vini Caldirola-Sidermec    | z.t.       |
| 4                             | Davide Rebellin      | Liquigas-Pata              | + 1' 03"   |
| 5                             | Lance Armstrong      | US Postal Service          | z.t.       |
| 6                             | Óscar Freire         | Mapei-Quick Step           | + 1' 19"   |
| 7                             | Oscar Camenzind      | Lampre-Daikin              | z.t.       |
| 8                             | Andrej Kivilev       | Ag2R Prévoyance-Décathlon  | + 4' 28"   |
| 9                             | Daniele De Paoli     | Mercatone Uno-Albacom 2000 | + 4' 51"   |
| 10                            | Romāns Vainšteins    | Vini Caldirola-Sidermec    | + 4' 58"   |
|                               |                      |                            |            |
| 15                            | Axel Merckx          | Mapei-Quick Step           | +10' 54"   |
| 35                            | Marc Lotz            | Rabobank                   | +17' 07"   |